# O noapte palpitantă
O noapte palpitantă (titlul original: în engleză One Exciting Night) este un film de groază-comedie american din 1922 regizat de D.W. Griffith. Rolurile principale sunt interpretate de actorii Carol Dempster, Henry Hull și Morgan Wallace.

## Distribuție
- Carol Dempster - Anges Harrington
- Herny Hull - John Fairfax
- Morgan Wallace - J. Walison Rockmaine
- Margaret Dale - Mrs. Harrington
- Charles Emmett Mack - A Guest
- Charles Croker-King - The Neighbor
- Porter Strong - Romeo Washington
- Frank Sheridan - Detective
- Frank Wunderlee - Samuel Jones
- Grace Griswold - Auntie Fairfax
- Irma Harrison - The Maid
- Herbert Sutch - Clary Johnson
- Percy Carr - The Butler